# Noemvriana
La Noemvriana (in greco Νοεμβριανά?, "Eventi di novembre"), o Vespri greci, fu una disputa politica che portò ad uno scontro armato ad Atene tra il governo monarchico della Grecia e le forze degli Alleati sulla questione della neutralità della Grecia durante la prima guerra mondiale.
L'attrito esisteva tra le due parti dall'inizio della prima guerra mondiale. La resa incondizionata della fortezza di confine di Rupel nel maggio 1916 alle forze degli Imperi centrali, composte principalmente dalle truppe bulgare, fu il primo evento che portò alla Noemvriana. Gli alleati temevano la possibilità di un patto segreto tra il governo monarchico greco e gli Imperi centrali. Tale alleanza avrebbe messo in pericolo l'esercito alleato in Macedonia che stazionava intorno a Salonicco dalla fine del 1915. Durante l'estate si svolsero intense trattative diplomatiche tra il re Costantino I e i diplomatici alleati. Il re voleva che la Grecia mantenesse la sua neutralità, una posizione che avrebbe favorito i piani degli Imperi centrali nei Balcani, mentre gli Alleati volevano la smobilitazione dell'esercito greco e la consegna del materiale bellico equivalente a quello perso alla Fortezza di Rupel come garanzia della neutralità della Grecia. Entro la fine dell'estate del 1916, il fallimento dei negoziati, insieme all'avanzata dell'esercito bulgaro nella Macedonia orientale e agli ordini del governo greco per l'esercito greco di non opporre resistenza, portò a un colpo di Stato militare da parte degli ufficiali militari venizelisti a Salonicco con il sostegno degli Alleati. L'ex primo ministro Eleftherios Venizelos, che fin dall'inizio aveva sostenuto gli Alleati, istituì un governo provvisorio nel nord della Grecia. Iniziò a formare un esercito per liberare le aree perse in Bulgaria, ma ciò divise a tutti gli effetti la Grecia in due entità.
L'inclusione dell'esercito greco insieme alle forze alleate, così come la divisione della Grecia, scatenò diverse manifestazioni anti-alleate ad Atene. Alla fine di ottobre fu raggiunto un accordo segreto tra il re e i diplomatici alleati. La pressione dei consiglieri militari costrinse il re ad abbandonare questo accordo. Nel tentativo di far rispettare le loro richieste, gli Alleati sbarcano un piccolo contingente ad Atene il 1º dicembre [18 novembre del calendario giuliano]. Tuttavia, incontrò una resistenza organizzata ed ebbe luogo uno scontro armato fino al raggiungimento di un compromesso alla fine della giornata. Il giorno dopo l'evacuazione del contingente alleato da Atene, una folla monarchica iniziò a ribellarsi in tutta la città, prendendo di mira i sostenitori di Venizelos. La rivolta continuò per tre giorni e l'incidente divenne noto come Noemvriana in Grecia, che nel calendario giuliano si verificò durante il mese di novembre. L'incidente creò una profonda spaccatura tra i venizelisti e i realisti, avvicinando quello che sarebbe diventato noto come lo scisma nazionale.
In seguito alla Noemvriana, gli Alleati, decisi a rimuovere Costantino I, stabilirono un blocco navale per isolare le zone che sostenevano il re. Dopo le dimissioni del re il 15 giugno 1917, la Grecia si congiunse sotto un nuovo re, Alessandro, figlio di Costantino I, e sotto la guida di Eleftherios Venizelos e si unì alla prima guerra mondiale a fianco degli Alleati. Nel 1918, l'esercito greco mobilitato fornì la superiorità numerica di cui gli alleati avevano bisogno sul fronte macedone. L'esercito alleato poco dopo sconfisse le forze degli Imperi centrali nei Balcani, seguito dalla liberazione della Serbia e dalla conclusione della prima guerra mondiale.

## Contesto

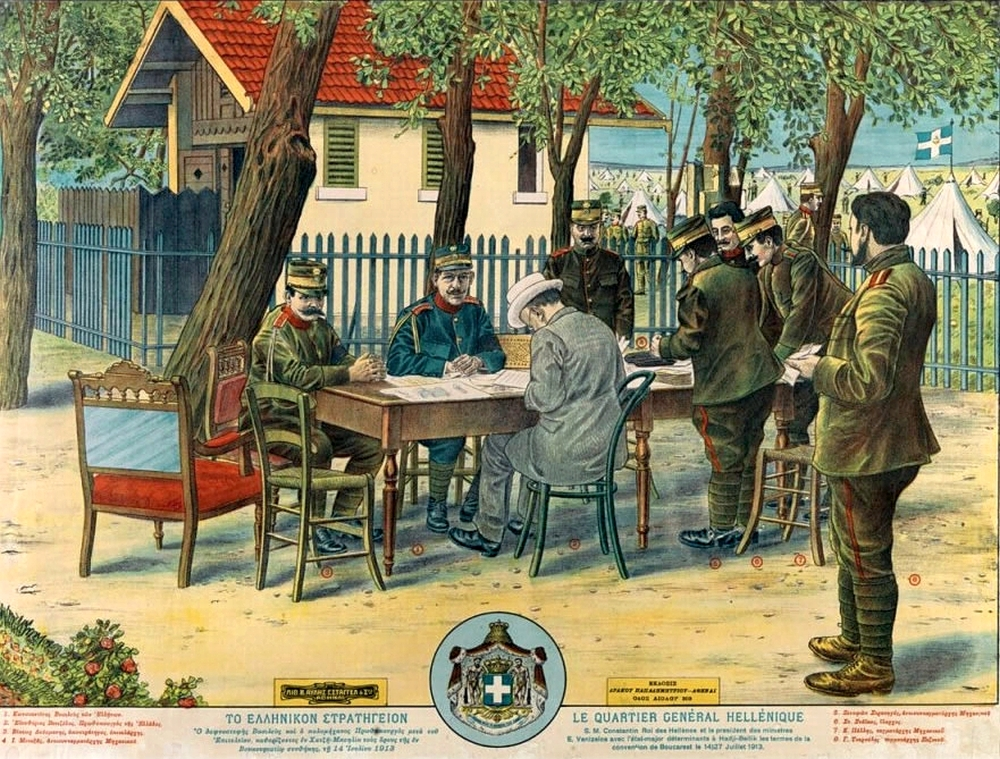
Costantino si consulta con il primo ministro Eleftherios Venizelos e con membri dello stato maggiore greco prima della conferenza di Bucarest che pose fine alle guerre balcaniche.

La Grecia emerse vittoriosa dopo le guerre balcaniche del 1912-1913, con il suo territorio quasi raddoppiato. L'instabilità del clima politico internazionale dell'inizio del XX secolo mise la Grecia in una posizione difficile. La proprietà delle isole dell'Egeo orientale occupate dai greci fu contestata dall'Impero ottomano che le rivendicò come proprie. Nel nord, la Bulgaria, sconfitta nella seconda guerra balcanica, stava progettando strategie revansciste contro la Grecia e la Serbia. L'assassinio dell'arciduca Francesco Ferdinando d'Austria a Sarajevo fece precipitare la dichiarazione di guerra dell'Austria-Ungheria contro la Serbia. Ciò indusse la Germania e l'Austria-Ungheria e i paesi alleati con la Serbia (la Triplice Intesa) a dichiararsi guerra l'un l'altro, dando inizio alla prima guerra mondiale.
La Grecia, come la Bulgaria, mantenne inizialmente la neutralità durante il conflitto. La leadership greca era divisa tra il primo ministro Eleftherios Venizelos, che sosteneva la Gran Bretagna dalla parte degli Alleati e il re Costantino che era stato educato in Germania e sposato con la sorella del Kaiser. Il re ammirava il militarismo prussiano e si aspettava una rapida vittoria tedesca. Il re voleva che la Grecia rimanesse neutrale nel conflitto, una strategia favorevole alla Germania e agli Imperi centrali.
All'inizio del 1915, la Gran Bretagna offrì alla Grecia "concessioni territoriali in Asia Minore" se avesse partecipato alla prossima campagna di Gallipoli. Venizelos sostenne questa idea, mentre il re ei suoi consiglieri militari si opposero. Sgomento per l'opposizione del re, il primo ministro si dimise il 21 febbraio 1915. Pochi mesi dopo, il Partito Liberale di Venizelos vinse le elezioni di maggio e formò un nuovo governo. Quando la Bulgaria si mobilitò contro la Serbia nel settembre 1915, Venizelos ordinò una contromobilitazione greca e chiese all'esercito anglo-francese di difendere Salonicco e aiutare la Serbia. Gli alleati, guidati dal generale Maurice Sarrail, iniziarono a sbarcare il 22 settembre 1915 e si trincerarono intorno alla città. Il parlamento greco diede a Venizelos un voto di fiducia per aiutare la Serbia, ma il re destituì incostituzionalmente il primo ministro insieme al parlamento. Questo ordine illegale intensificò l'animosità tra il re e Venizelos, nonché i loro fedeli seguaci. I liberali boicottarono le elezioni di dicembre.

## Cause

### Resa della Fortezza di Rupel

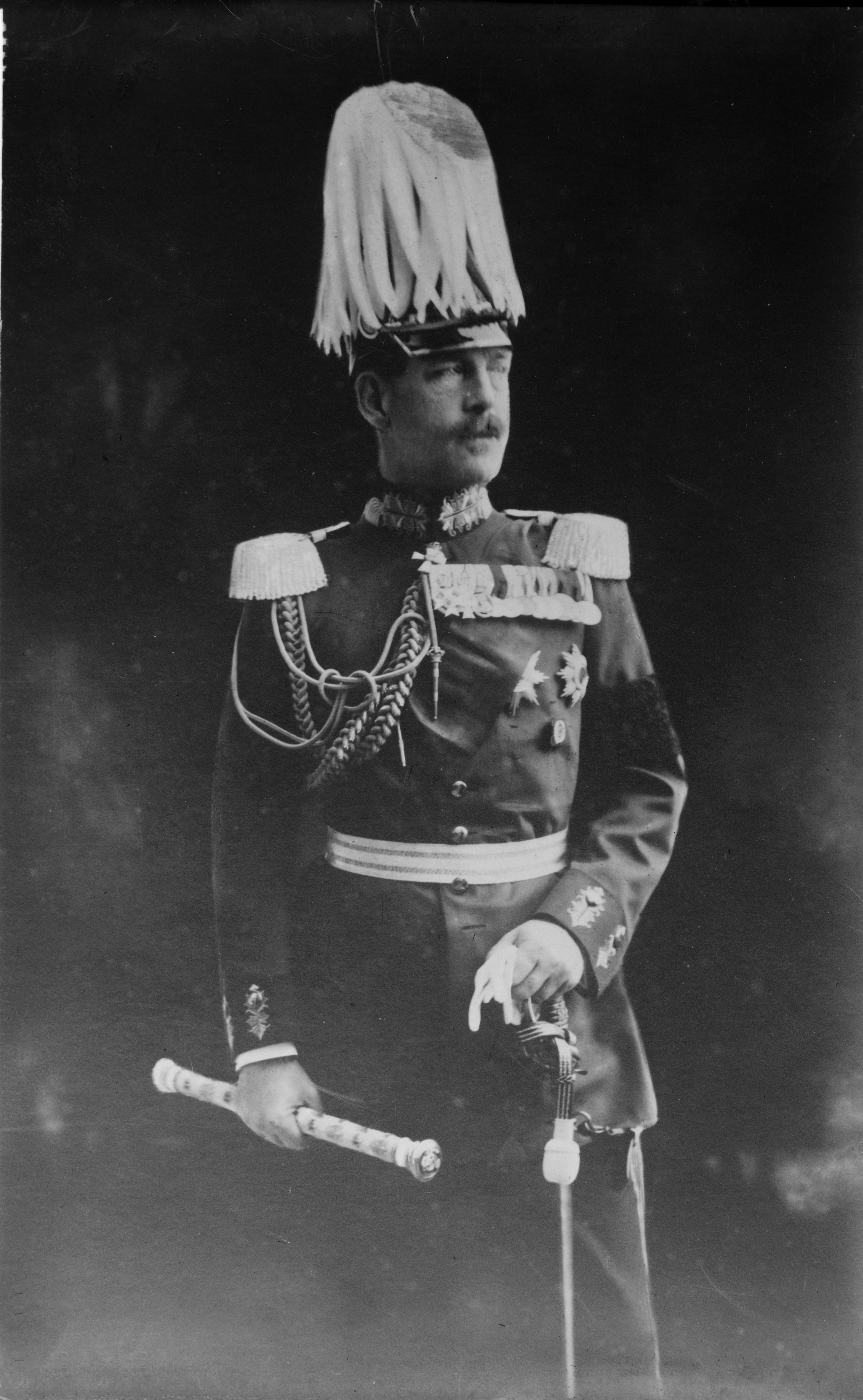
Re Costantino I vestito da feldmaresciallo tedesco. Le sue simpatie tedesche lo spinsero a favorire un corso di neutralità nella prima guerra mondiale.

Il 9 maggio 1916, il capo di stato maggiore degli Imperi centrali, Erich von Falkenhayn, informò Atene dell'imminente avanzata delle forze tedesco-bulgare. In risposta, Atene minimizzò l'importanza dei movimenti del generale Sarrail e chiese a Falkenhayn di cambiare strategia. Il 23 maggio Falkenhayn garantì il rispetto dell'integrità territoriale della Grecia e dei diritti dei suoi cittadini. Il 26 maggio, nonostante una protesta ufficiale da parte del governo greco, 25 000 soldati bulgari guidati dalla cavalleria tedesca invasero la Grecia. Le forze greche alla Fortezza di Rupel si arresero. Il comando supremo tedesco era preoccupato per i movimenti del generale alleato Sarrail e a Falkenhayn fu ordinato di occupare le posizioni strategiche all'interno del territorio greco, in particolare la Fortezza di Rupel. Nonostante le assicurazioni di Falkenhayn, i soldati bulgari iniziarono immediatamente a centralizzare con la forza la popolazione greca in grandi città, vale a dire Serres, Drama e Kavala. I tentativi tedeschi di frenare le ambizioni territoriali bulgare ebbero parzialmente successo, ma il 4 settembre Kavala fu occupata dall'esercito bulgaro.

### Reazioni di Venizelos e degli Alleati
La resa della Fortezza di Rupel indusse gli Alleati a credere che l'avanzata tedesco-bulgara fosse il risultato di un accordo segreto tra Atene e gli Imperi centrali, poiché era stato loro assicurato che nessuna forza bulgara avrebbe invaso il territorio greco. Gli Alleati videro questo come una violazione della neutralità greca e un disturbo negli equilibri di potere nei Balcani. La stampa alleata, specialmente in Francia, chiese una rapida azione militare contro la Grecia per proteggere le forze alleate in Macedonia. Per Venizelos e i suoi sostenitori, la resa della Fortezza di Rupel segnò la perdita della Macedonia greca. Il 29 maggio Venizelos propose a Sir Francis Elliot (diplomatico britannico ad Atene) e Jean Guillemin (diplomatico francese ad Atene) che lui e il generale Panagiotis Danglis avrebbero stabilito un governo provvisorio a Salonicco per mobilitare l'esercito greco per respingere i bulgari. Venizelos promise che l'esercito non si sarebbe mosso contro il re e la famiglia reale. Secondo il rapporto di Elliot, Venizelos sperava che "il successo della sua azione e la pressione dell'opinione pubblica potessero all'ultimo momento convertire Sua Maestà". La proposta ebbe il sostegno francese. Tuttavia incontrò una forte opposizione da parte della Gran Bretagna, costringendo Venizelos ad abbandonare il piano.
Il 9 giugno gli Alleati tennero una conferenza a Londra per esaminare le ragioni della rapida resa della Fortezza di Rupel e favorirono una completa smobilitazione dell'esercito e della marina greci. Re Costantino anticipò i risultati della conferenza e ordinò una parziale smobilitazione l'8 giugno. La tensione tra il governo reale e gli Alleati continuò poiché le "attività anti-alleate" ad Atene erano state ignorate dal governo greco. Il 12-13 giugno, una folla distrusse i giornali venizelisti: Nea Ellas, Patris, Ethnos ed Estia. La folla procedette all'ambasciata britannica mentre la polizia rimase a guardare senza interferire. Questo incidente diede alla Francia gli strumenti politici per persuadere la Gran Bretagna che erano necessarie misure più estreme. Il 17 giugno, la conferenza di Londra decise "che era assolutamente necessario fare qualcosa per riportare in sé il re di Grecia e il suo governo".

### Colpo di Stato militare di Salonicco

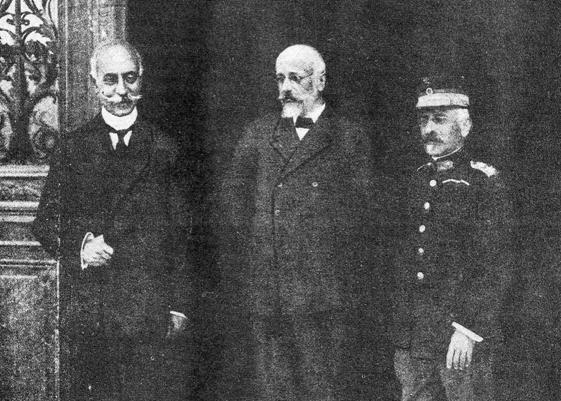
Il "Triumvirato della Difesa Nazionale": (LR) l'ammiraglio Kountouriotis, Venizelos e il generale Danglis

Il 27 agosto 1916, durante una manifestazione ad Atene, Venizelos spiegò i suoi disaccordi con la politica del re. Venizelos affermò che il re era diventato una vittima dei suoi consiglieri, i cui obiettivi erano di distruggere gli obiettivi della rivoluzione di Goudi. Inoltre, Venizelos fece appello al re per perseguire una politica di benevolenza e vera neutralità. Venizelos concluse il suo discorso affermando che "se questa proposta non porta al successo allora ci sono altri mezzi per proteggere il Paese dalla catastrofe completa". Il re rifiutò di accettare qualsiasi compromesso compreso l'incontro con un comitato inviato da Venizelos.
Due giorni dopo, ufficiali dell'esercito fedeli a Venizelos organizzarono un colpo di Stato militare a Salonicco e proclamarono il "Governo Provvisorio di Difesa Nazionale". Nonostante il sostegno dell'esercito, il governo provvisorio non fu ufficialmente riconosciuto da Venizelos né dalle potenze alleate. Venizelos criticò questa linea d'azione, osservando che senza il supporto dell'esercito alleato, il movimento sarebbe fallito immediatamente. Ciò polarizzò ulteriormente la popolazione tra i realisti (noti anche come anti-venizelisti) e i venizelisti. Lo "stato provvisorio" separato di nuova fondazione comprendeva la Grecia settentrionale, Creta e le isole dell'Egeo. Le "Nuove Terre", vinte durante le guerre balcaniche, sostennero ampiamente Venizelos, mentre la "Vecchia Grecia" era per lo più filo-realista. Venizelos, l'ammiraglio Pavlos Kountouriotis e il generale Panagiotis Danglis formarono un triumvirato del governo provvisorio e il 9 ottobre si trasferirono a Salonicco per assumere il comando della Difesa Nazionale. Diressero la partecipazione greca allo sforzo bellico alleato in conflitto diretto con i desideri reali ad Atene. Secondo un diplomatico britannico:
Fin dall'inizio, Venizelos continuò i suoi appelli al re di unire le forze per liberare congiuntamente la Macedonia. Venizelos scrisse:
La moderazione di Venizelos non convinse molti cittadini, nemmeno tra i suoi stessi seguaci. Fu solo dopo la fine del 1916 e la "Noemvriana" che spinse per una soluzione radicale per porre fine allo stallo.

## Accordo Costantino-Bénazet

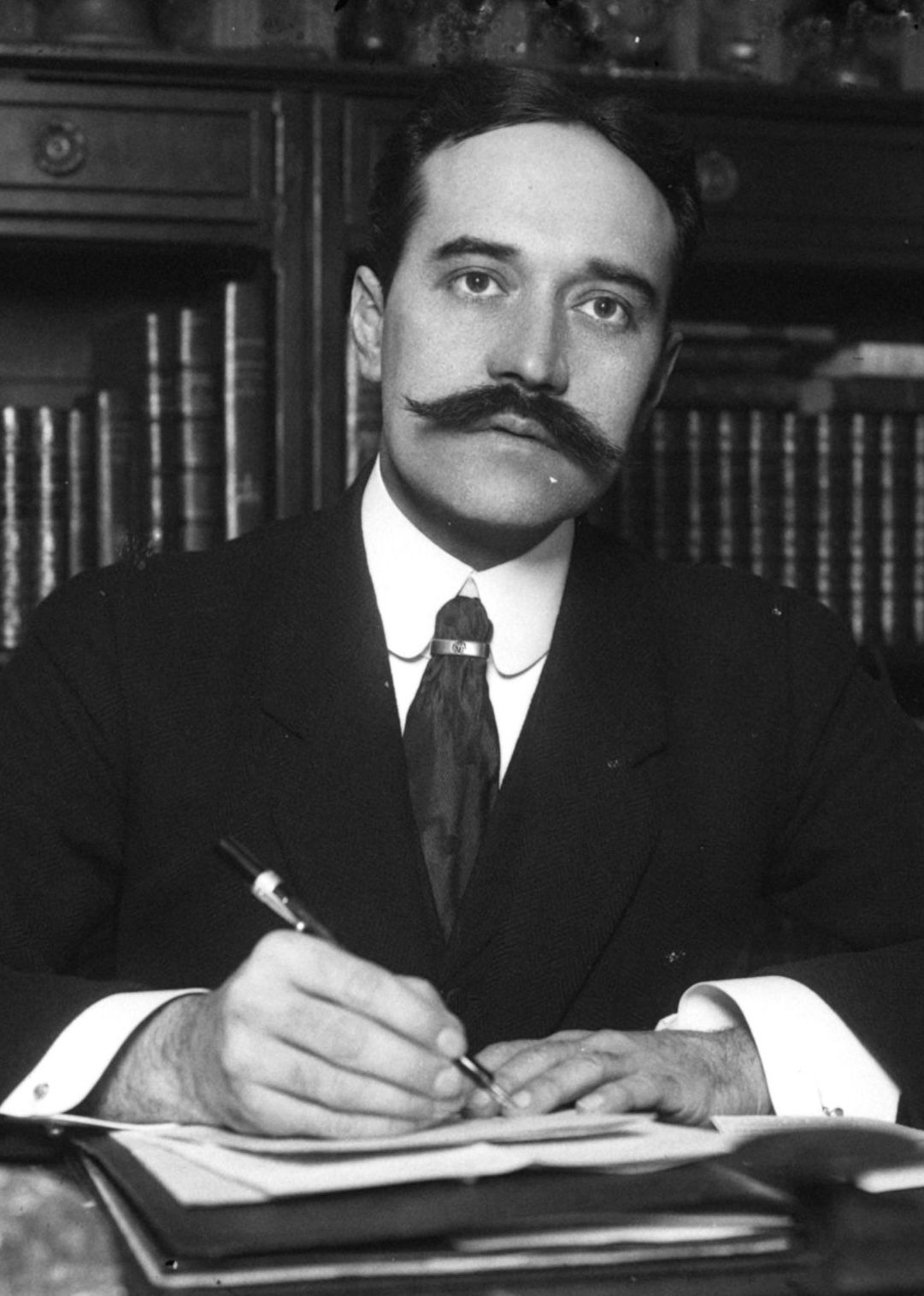
Il politico francese Paul Bénazet

Dopo la creazione del governo provvisorio a Salonicco, i negoziati tra gli Alleati e il re si intensificarono. Gli alleati volevano un'ulteriore smobilitazione dell'esercito greco e la rimozione delle forze militari dalla Tessaglia per garantire la sicurezza delle loro truppe in Macedonia. Il re voleva assicurazioni che gli alleati non avrebbero riconosciuto o sostenuto ufficialmente il governo provvisorio di Venizelos e garantivano che l'integrità e la neutralità della Grecia sarebbero state rispettate. Dopo diverse trattative improduttive, il 23 ottobre il re acconsentì improvvisamente ad alcune delle richieste dagli Alleati, inclusa la rimozione dell'esercito greco dalla Tessaglia. Il re offrì anche volontariamente materiale bellico e la marina greca per assisterli. In cambio, il re chiese al deputato francese Paul Bénazet di mantenere segreto questo accordo agli Imperi centrali.
Il 3 novembre, il viceammiraglio du Fournet, comandante in capo della flotta alleata del Mediterraneo, utilizzò l'affondamento di due navi mercantili greche da parte di un sottomarino tedesco, nonché l'accordo segreto, per chiedere la resa delle navi da guerra greche attraccate e prese il comando dell'arsenale navale di Salamina. Il governo greco cedette e il 7 novembre iniziò il disarmo parziale delle navi da guerra greche. Gli Alleati rimorchiarono 30 imbarcazioni più leggere. Tre settimane dopo i francesi occuparono completamente la base navale di Salamina e iniziarono a utilizzare le navi greche gestite da equipaggi francesi.
L'accordo Costantino-Bénazet fu di breve durata a causa dei piani militari di Venizelos e delle pressioni esercitate dai militari ad Atene, guidati dal re, riguardo al disarmo forzato della Grecia. L'esercito della Difesa si scontrò con l'esercito monarchico a Katerini (e nel gennaio 1917 aveva preso il controllo della Tessaglia). Questa azione a Katerini incontrò una certa disapprovazione tra i circoli alleati e tra i suoi stessi associati ad Atene. In risposta a queste critiche Venizelos scrisse ad A. Diamandidis:
L'avanzata venizelista non fu un tentativo di minare il patto del re con Bénazet, poiché era stata pianificata molto prima. Il fallimento dell'accordo segreto fu causato dalle attività sovversive all'interno di segmenti del governo monarchico di Atene per paralizzare e distruggere il governo provvisorio di Salonicco.

## Ultimi sforzi diplomatici prima degli eventi
Il sequestro delle navi greche da parte degli Alleati, l'incidente di Katerini e le violazioni franco-britanniche dell'integrità territoriale della Grecia offesero l'onore nazionale di un segmento della "Grecia antica" e aumentarono la popolarità del re. Il re si rifiutò di onorare il suo accordo segreto con Bénazet e i soldati che chiedevano di combattere contro l'occupazione bulgara furono accusati di "diserzione ai ribelli". Un movimento crescente tra gli ufficiali di basso rango all'interno dell'esercito, guidato da Ioannis Metaxas e Sofoklis Dousmanis, era determinato a opporsi al disarmo e a qualsiasi assistenza agli alleati.

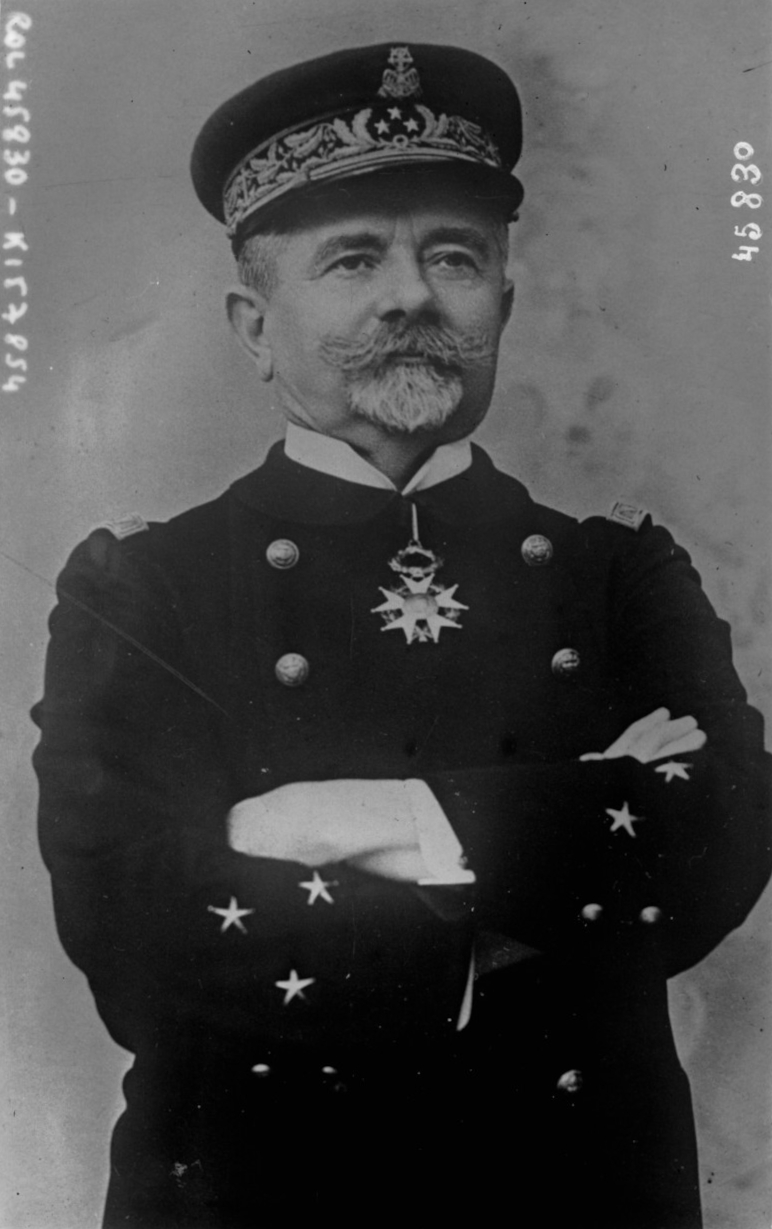
Il viceammiraglio francese Louis Dartige du Fournet.

La diplomazia fallì nonostante le continue pressioni esercitate dagli Alleati contro Atene. Il 24 novembre du Fournet presentò un ultimatum di sette giorni chiedendo l'immediata resa di almeno dieci batterie di artiglieria da montagna greche. Du Fournet fu incaricato di non usare la forza per impossessarsi delle batterie. L'ammiraglio fece un ultimo sforzo per persuadere il re ad accettare le richieste della Francia. Consigliò al re che avrebbe sbarcato un contingente alleato e occupato alcune posizioni ad Atene fino a quando tutte le richieste non fossero state accettate dalla Grecia. Il re disse che i cittadini della Grecia, così come l'esercito, erano contrari al disarmo e promise solo che le forze greche non avrebbero attaccato gli alleati.
Nonostante la gravità della situazione, sia il governo monarchico che gli Alleati non fecero seri sforzi per raggiungere una soluzione diplomatica. Il 29 novembre il governo monarchico respinse la proposta degli Alleati e fu organizzata la resistenza armata. Entro il 30 novembre le unità militari e le milizie monarchiche (gli epistratoi, "riservisti") delle aree circostanti erano state richiamate e raccolte ad Atene e dintorni (in totale oltre 20 000 uomini) e occuparono posizioni strategiche, con l'ordine di non sparare a meno che non venissero sparati. I comandanti alleati fallirono nella loro valutazione della situazione, ignorando l'orgoglio e la determinazione nazionale greca, portandoli a concludere che i greci stavano bluffando. Gli Alleati pensavano che di fronte a una forza superiore, i greci avrebbero "portato i cannoni su un piatto" (ovvero arrendersi); un punto di vista condiviso anche da Du Fournet.

### La battaglia di Atene: 1916

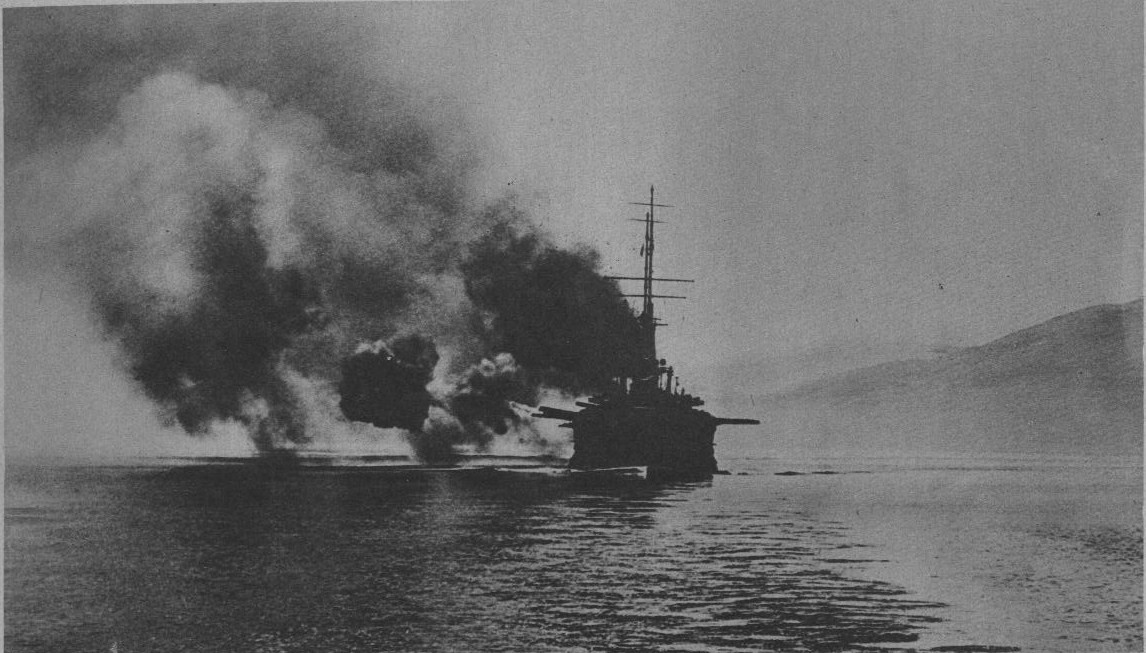
La corazzata francese Mirabeau bombarda Atene durante gli eventi di novembre.

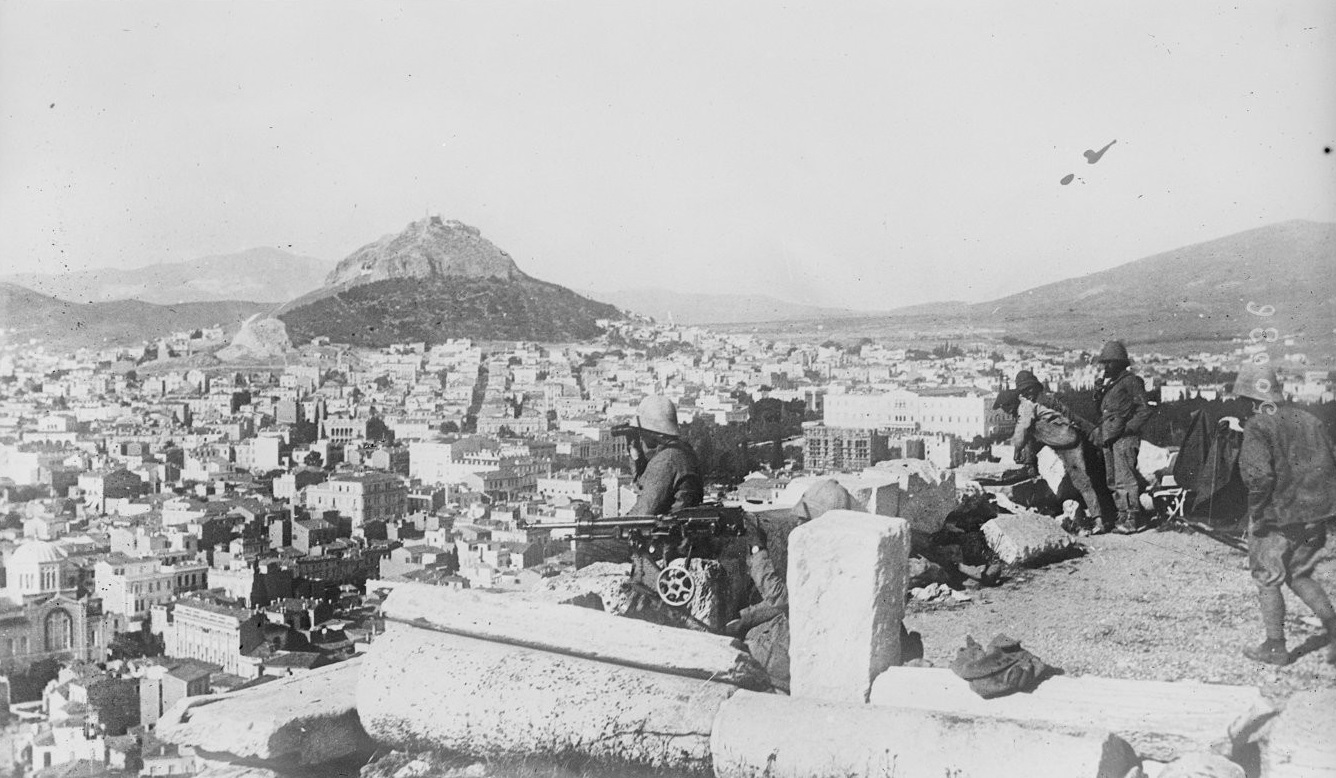
Truppe francesi con mitragliatrici ad Atene.

La mattina presto del 1º dicembre [18 novembre secondo il calendario giuliano] gli Alleati sbarcarono con 3 000 forze marine nel Pireo, e si diressero verso Atene. Quando le truppe alleate raggiunsero le posizioni designate, le trovarono già occupate dalle truppe greche. Per più di due ore entrambe le parti rimasero l'una di fronte all'altra. Una volta al mattino, un colpo di fucile di origine sconosciuta fu sparato ed ebbe inizio la battaglia di Atene. Ciascuna parte imputò l'altra di aver sparato per prima. Una volta che la battaglia si diffuse in tutta la città, il re chiese un cessate il fuoco proponendo una soluzione e raggiungere un compromesso. Du Fournet, con un piccolo contingente di truppe, era impreparato a incontrare la resistenza greca organizzata ed era già a corto di rifornimenti, e accettò quindi prontamente il compromesso del re. Tuttavia, prima che un accordo fosse finalizzato, la battaglia riprese. La batteria greca di Arditos Hill sparò una serie di colpi all'ingresso dello Zappeion, dove l'ammiraglio francese aveva stabilito il suo quartier generale. Lo squadrone alleato di Phaliron rispose bombardando sezioni della città, principalmente intorno allo stadio e vicino al palazzo. Le discussioni furono presto riprese e fu raggiunto un compromesso finale. Il re fece un compromesso per consegnare solo sei batterie di artiglieria mimetizzate tra le montagne invece delle dieci richieste dall'ammiraglio alleato. Nel tardo pomeriggio la battaglia era terminata. Gli alleati avevano subito 194 vittime, tra morti e feriti, e i greci ne avevano persi 82, senza contare i civili. La mattina presto del 2 dicembre, tutte le forze alleate erano state evacuate.
Il ruolo dei Venizelisti durante la battaglia venne intensamente contestato da testimoni e storici. Il vice ammiraglio Louis Dartige du Fournet scrisse che i venizelisti sostenevano gli Alleati e attaccavano le unità dell'esercito monarchico greco di passaggio. La partecipazione dei venizelisti sarebbe stata così ampia che l'ammiraglio du Fourne scrisse nel suo rapporto di essere stato coinvolto in una guerra civile. I venizelisti continuarono a combattere dopo l'evacuazione delle forze marine alleate fino al giorno successivo, quando capitolarono. I realisti affermarono che nelle loro roccaforti furono trovati grandi nascondigli di armi e munizioni imballati in contenitori militari francesi. I venizelisti furono condotti in prigione circondati da una folla furiosa e presumibilmente solo le scorte dell'esercito reale li salvarono dall'essere assassinati dai cittadini arrabbiati. Altri storici negano che i venizelisti abbiano collaborato con le forze alleate: Pavlos Karolidis, uno storico monarchico contemporaneo, sostiene che nessun venizelista abbia attaccato i propri concittadini e le uniche armi trovate durante le incursioni nelle case di spicco dei venizelisti erano i coltelli.

### I giorni seguenti
Le autorità, con il pretesto dei fatti, sostennero che i venelizelisti avevano inscenato un'insurrezione con l'appoggio delle truppe alleate e procedettero con l'aiuto dei riservisti a vasti arresti e rappresaglie contro i venizelisti della città. L'intera operazione fu condotta da due generali dell'esercito: le truppe del distretto militare di Atene prendevano ordini dal generale K. Kallaris e i soldati della difesa attiva erano comandati dal generale A. Papoulas (in seguito comandante in capo della spedizione dell'Asia Minore). Il terrore e la distruzione che ne seguirono sfuggirono presto di mano, rendendo anche il rispettabile giornale conservatore Politiki Epitheorisis (in greco Πολιτική Επιθεώρηση?, Rivista politica) che all'inizio esortava la "giustizia" greca a "colpire misericordiosamente l'atroce congiura" e ad epurare tutti i seguaci dell'"arcicospiratore di Salonicco [Venizelos]" ,e alla fine a sollecitare la "prudenza". Nei tre giorni successivi le case e i negozi dei venizelisti furono saccheggiati e 35 persone furono uccise. Chester afferma che la maggior parte di coloro che furono assassinati erano rifugiati dell'Asia Minore. Molte centinaia furono imprigionate e tenute in isolamento. Karolidis caratterizza l'imprigionamento di alcuni importanti venizelisti, come Emmanuel Benakis (sindaco di Atene), come una disgrazia. Alcuni autori sostengono che Benakis non solo fu arrestato e imprigionato, ma anche mancato di rispetto e maltrattato. Seligman descrive che vennero rilasciati solo 45 giorni dopo, dopo una forte richiesta contenuta nell'ultimatum dell'Intesa, che fu accettato il 16 gennaio. Esistono anche resonti opposti, ad esempio Abbot afferma che durante l'evacuazione delle forze alleate, molti "criminali" e "collaboratori" sul libro paga di diverse agenzie di spionaggio alleate fuggirono da Atene di notte dopo aver presumibilmente "terrorizzato la città per quasi un anno". A causa del suo fallimento, il viceammiraglio Dartige du Fournet fu sollevato dal suo comando.

## Conseguenze
In Grecia, questo incidente divenne noto come Noemvriana (eventi di novembre), usando il calendario giuliano, e segnò il culmine dello scisma nazionale.

### Situazione politica in Grecia e in Europa
Il 2 dicembre [19 novembre del calendario giuliano], Gran Bretagna e Francia riconobbero ufficialmente il governo di Venizelos come l'unico governo legittimo della Grecia, dividendo di fatto il paese. Il 7 dicembre [24 novembre del calendario giuliano], il governo di Venizelos dichiarò ufficialmente guerra agli Imperi centrali.
Intanto ad Atene Costantino elogiava i suoi generali. C'erano anche in circolazione vari opuscoli filo-realisti e religiosi che chiamavano Venizelos "traditore" e "capra senegalese". Fu emesso un mandato reale per l'arresto di Venizelos e l'arcivescovo di Atene, pressato dalla casa reale, lanciò un anatema al primo ministro (in una cerimonia speciale con la folla che lanciava pietre a un'effigie di Venizelos).
In Francia, la presidenza di Aristide Briand, uno dei principali sostenitori dell'impegno con Costantino per realizzare una riconciliazione delle due amministrazioni greche, fu minacciata dagli eventi di Atene, che portarono alla riorganizzazione del governo francese. In Gran Bretagna, il primo ministro H.H. Asquith e il ministro degli esteri Sir Edward Gray si dimisero e furono sostituiti da Lloyd George e Arthur Balfour. Il cambiamento nella leadership britannica si rivelò particolarmente importante per la Grecia, poiché Lloyd George era un noto ellenofilo, ammiratore di Venizelos e dedito alla risoluzione della questione orientale.
La caduta dei Romanov in Russia (che rifiutarono le proposte francesi per la rimozione di Costantino dal trono), indusse Francia e Gran Bretagna a prendere misure più drastiche contro il re Costantino. A giugno decisero di invocare il loro obbligo come "poteri protettivi" e chiesero le dimissioni del re. Charles Jonnart disse a Costantino: "I tedeschi hanno bruciato la mia città natale, Arras. Non esiterò a bruciare Atene". Costantino accettò e il 15 giugno 1917 andò in esilio. Suo figlio Alessandro, che era considerato simpatizzante degli alleati, divenne il nuovo re di Grecia al posto del figlio maggiore e principe ereditario di Costantino, Giorgio. L'esilio del re fu seguito dalla deportazione di molti importanti ufficiali e politici monarchici considerati filo-tedeschi, come Ioannis Metaxas e Dimitrios Gounaris, in Francia e in Italia.

Il corso degli eventi aprì la strada a Venizelos per tornare ad Atene il 29 maggio 1917. La Grecia, ora unificata, si unì ufficialmente alla guerra a fianco degli Alleati. L'intero esercito greco fu mobilitato (sebbene rimanessero tensioni all'interno dell'esercito tra sostenitori di Costantino e sostenitori di Venizelos) e iniziò a partecipare alle operazioni militari contro gli Imperi centrali sul fronte macedone.

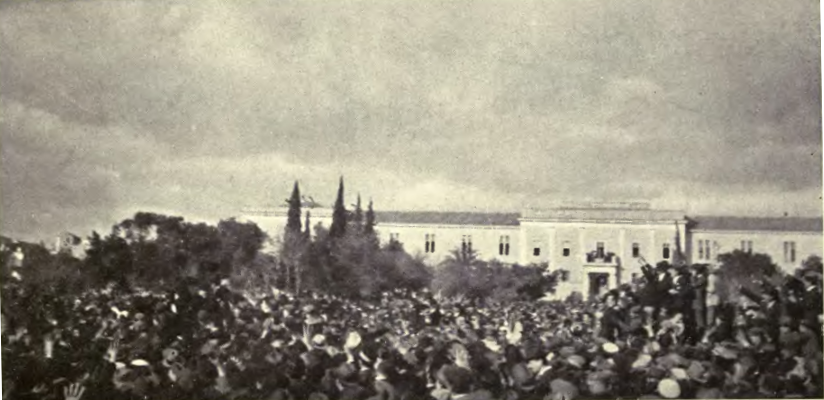
"Anatema al traditore Venizelos" dalla folla ad Atene, dicembre 1916
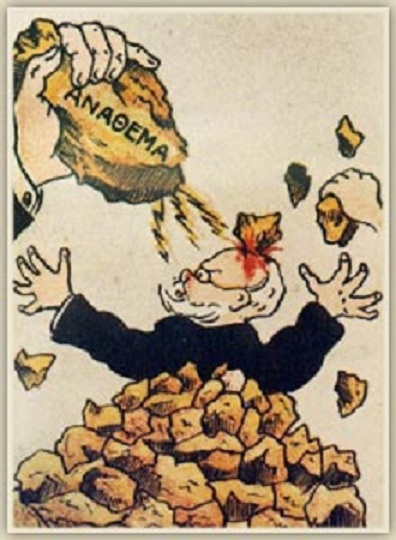
Manifesto antivenizelista, dicembre 1916
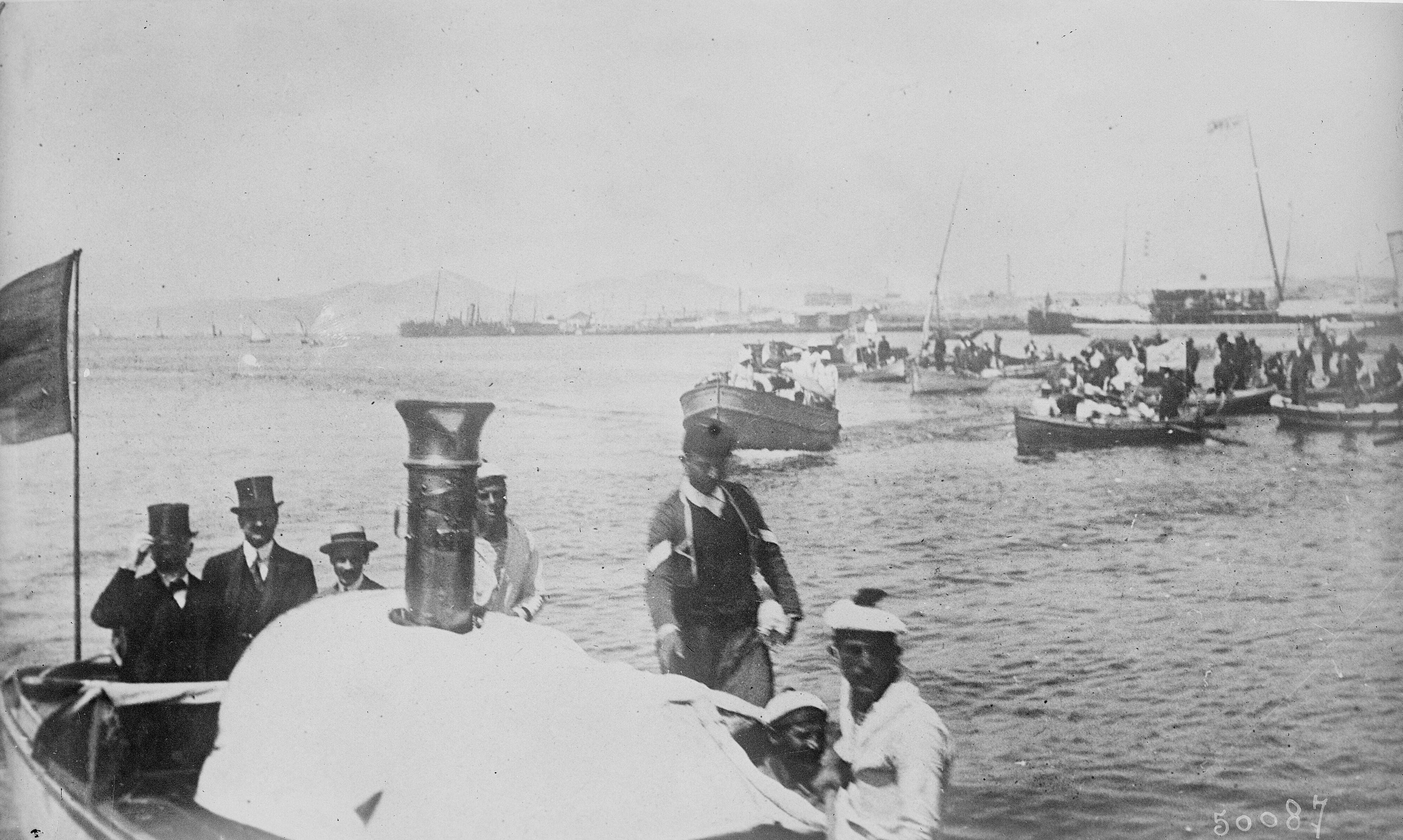
L'arrivo di Venizelos ad Atene, giugno 1917, dopo la partenza di Costantino
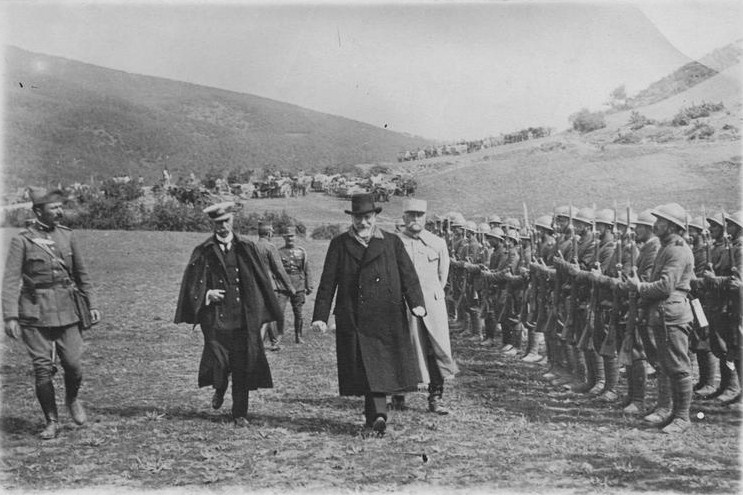
Venizelos esamina una sezione dell'esercito greco sul fronte macedone nel 1918. È accompagnato dall'ammiraglio Pavlos Kountouriotis (a sinistra) e dal generale Maurice Sarrail (a destra).

### Il fronte macedone

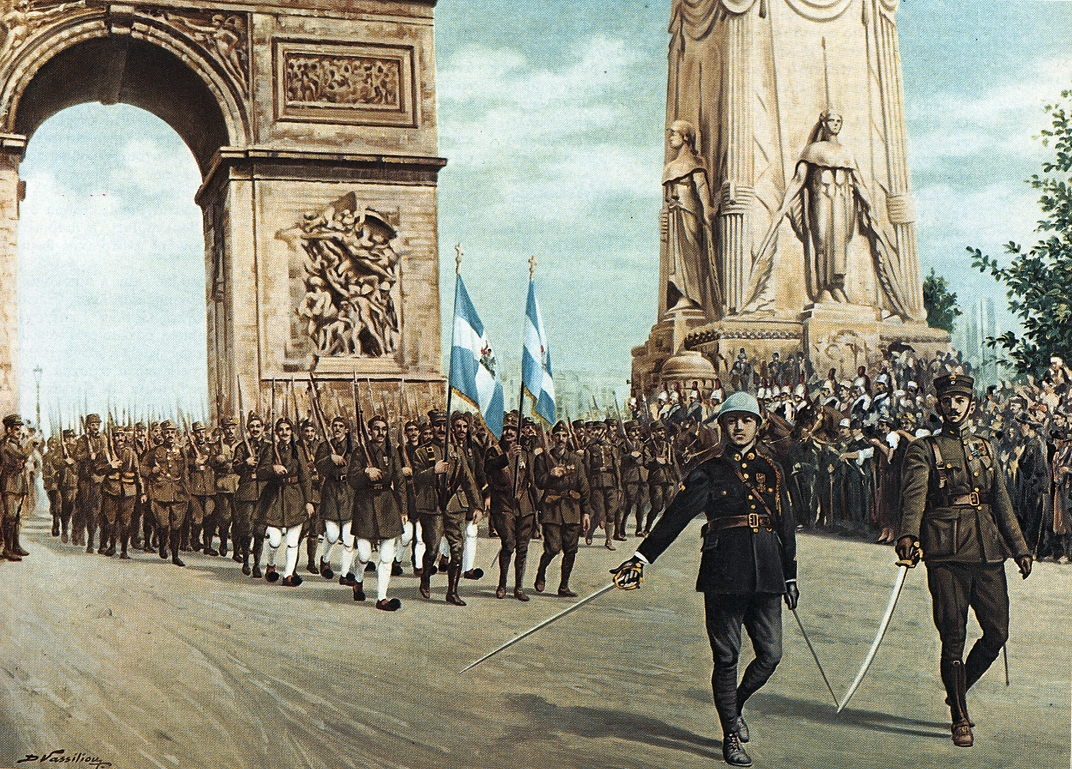
Dipinto raffigurante le unità militari greche nella parata della vittoria della prima guerra mondiale all'Arco di Trionfo, Parigi, luglio 1919.

Nell'autunno del 1918, i greci, con oltre 300 000 soldati, erano il singolo componente più numeroso dell'esercito alleato sul fronte macedone. L'esercito greco diede il tanto necessario vantaggio agli alleati che alterarono l'equilibrio tra le due parti sul fronte macedone. Il 14 settembre 1918, sotto il comando del generale francese Franchet d'Esperey, una forza combinata greca, serba, francese e britannica lanciò una grande offensiva contro l'esercito bulgaro e tedesco. Dopo la prima seria battaglia (vedi battaglia di Skra) l'esercito bulgaro abbandonò le sue posizioni difensive e iniziò a ritirarsi verso il proprio paese. Il 29 settembre, il comando alleato firmò l'armistizio con la Bulgaria. L'esercito alleato si spinse a nord e sconfisse le rimanenti forze austriache e tedesche. Nell'ottobre 1918 gli eserciti alleati avevano riconquistato tutta la Serbia e si preparavano a invadere l'Ungheria. L'offensiva fu interrotta perché la leadership ungherese si offrì di arrendersi nel novembre 1918, segnando la dissoluzione dell'impero austro-ungarico. Ciò pose fine alla prima guerra mondiale poiché alla Germania mancavano le forze per impedire agli alleati di invadere la Germania da sud. La partecipazione dell'esercito greco al fronte macedone fu uno degli eventi decisivi della guerra, guadagnando alla Grecia un seggio alla Conferenza di pace di Parigi sotto Venizelos.